# Herb Kudowy-Zdroju
Herb Kudowy-Zdroju – jeden z symboli miasta Kudowa-Zdrój w postaci herbu.

## Wygląd i symbolika
Herb przedstawia na tarczy czwórdzielnej w krzyż w pierwszym polu na białym tle czarny zdrój, z którego tryskają ku górze cztery strumienie wody z bąbelkami. Drugie pole jest czerwone, trzecie – żółte. Czwarte przedstawia czerwone serce na białym tle.
Herb nawiązuje do uzdrowiskowego charakteru miasta.